# Josep Maria Mallarach i Carrera
Josep Maria Mallarach i Carrera (Olot, Garrotxa, 1955) és un geòleg i consultor ambiental català.
Llicenciat en Geologia per la Universitat Autònoma de Barcelona, màster en Ciències Ambientals per l'Indiana University (EUA) i doctorat en Biologia ambiental per la Universitat de Navarra, Mallarach exerceix com a consultor ambiental, amb més de 30 anys d'experiència professional, havent treballat per a organismes públics i organitzacions no governamentals d'àmbit internacional. En els últims anys ha centrat la seva activitat en llocs on es combinen valors naturals, culturals i espirituals de primer nivell.
Des de 1977, la major part de la seva activitat professional s'ha orientat a la planificació, gestió i avaluació d'espais naturals protegits. Ha dirigit o estat membre de l'equip redactor de nombroses propostes i plans de gestió d'espais protegits a Europa i als EUA, des de grans parcs o refugis de fauna fins a petites reserves naturals. Després d'haver participat activament en la campanya de salvaguarda dels volcans, el 1985 Mallarach es convertí en el primer director del Parc Natural de la Zona Volcànica de la Garrotxa, un càrrec que ocuparía fins a l'any 1991. Pel que fa a aquest àmbit d'actuació, també va coordinar juntament amb Josep Germain la primera avaluació del sistema d'espais protegits de Catalunya entre els anys 2001 i 2003. Mallarach forma part del Grup de Treball d'avaluació de l'efectivitat de la gestió dels espais protegits de la Comissió Mundial d'Àrees Protegides de la IUCN. Va redactar el capítol d'avaluació del Pla d'Acció dels Espais Naturals Protegits d'Espanya (2002) i la primera avaluació (2007). Mallarach, que és el president i coordinador de l'Associació Silene, dedicada a estudiar i promoure el patrimoni espiritual i cultural immaterial de la natura, és també membre de la Comissió Mundial d'Àrees Protegides de la Unió Internacional per a la Conservació de la Natura (UICN) i del Comitè Directiu del Grup especialista en valors culturals i espirituals dels espais naturals protegits. El 2004, amb Thymio Papayannis, van crear la Iniciativa Delos, dedicada als espais naturals sagrats de països tecnològicament desenvolupats.
Mallarach que és autor, coautor o editor de diversos llibres i articles en aquesta temàtica, ha impartit classes en diverses universitats catalanes, i ha dirigit un curs de postgrau sobre significats i valors espirituals de la natura, a la Universitat de Girona. Des de l'any 2001 és professor d'avaluació de l'efectivitat dels espais naturals protegits al màster d'espais naturals protegits de la Universitat Autònoma de Madrid, la Universitat Complutense de Madrid i la Universitat d'Alcalá de Henares. Entre 2007 i el 2016 va assessorar al Monestir de Poblet en el seu procés de (re)conversió ecològica (transformació ambiental) impulsat pel prior Lluc Torcal i Sirera.